# Dilobitarsus
Dilobitarsus là một chi bọ cánh cứng trong họ 
Elateridae.
Chi này được miêu tả khoa học năm 1834 bởi Latreille.

## Các loài
Các loài trong chi này gồm:
- Dilobitarsus abbreviatus Candèze, 1857
- Dilobitarsus bicornis Candèze, 1857
- Dilobitarsus bidens (Fabricius, 1801)
- Dilobitarsus bituberculatus
- Dilobitarsus cariosus Candèze, 1889
- Dilobitarsus carumbeus Golbach, 1983
- Dilobitarsus colombianus Candèze, 1857
- Dilobitarsus corrosus Candèze, 1897
- Dilobitarsus crux (Philippi, 1860)
- Dilobitarsus deyrollei Candèze, 1857
- Dilobitarsus eloini Candèze, 1874
- Dilobitarsus gracilis Candèze, 1874
- Dilobitarsus impressicollis Schwarz, 1902
- Dilobitarsus inopinus Candèze, 1874
- Dilobitarsus irroratus Candèze, 1857
- Dilobitarsus laconoides (Fleutiaux, 1907)
- Dilobitarsus lignarius Candèze, 1857
- Dilobitarsus nebulosus Candèze, 1874
- Dilobitarsus nubilus Candèze, 1857
- Dilobitarsus orbignyi
- Dilobitarsus pendleburyi Fleutiaux, 1934
- Dilobitarsus petiginosus Germar, 1840
- Dilobitarsus quadraticollis
- Dilobitarsus quadrituberculatus Candèze, 1857
- Dilobitarsus subsulcatus Candèze, 1874
- Dilobitarsus sulcicollis (Solier, 1851)
- Dilobitarsus tessellatus Candèze, 1874
- Dilobitarsus tuberculata (Latreille, 1834)
- Dilobitarsus vitticollis (Fairmaire & Germain, 1860)